# Distrito Municipal de Fairview n.º 136
Fairview n.º 136 es un distrito municipal canadiense situado en la provincia de Alberta.

## Superficie
Fairview n.º 136 tiene una superficie de 1373,66 km².

## Demografía
En 2021, tenía 1580 habitantes, una densidad poblacional de 1,2 hab./km², y 707 viviendas.